# ワンカラット
ワンカラット（欧字名:One Carat、2006年4月3日 - 2014年3月19日）は、日本の競走馬、繁殖牝馬。主な勝ち鞍に2009年のフィリーズレビュー、2010年の函館スプリントステークス、キーンランドカップ、2012年のオーシャンステークス。
名前の意味は、「1番に輝け」。

## 来歴

### 生誕
2006年4月3日の北海道千歳市の社台ファームで生まれる。ワンカラットは母親がワンカラットをお腹に宿したままフランスから輸入した持込馬であった（父ファルブラヴはもともとは社台スタリオンステーションに繋養されていたが、2005年はイギリスに1年限りでレンタルに出されておりこのときに種付けされている）。

### 2008年
中央競馬で競走生活を送る。デビューは8月10日の小倉の芝1,200m。2番人気だったが、直線抜け出してデビューを飾った。この後は立て続けて重賞に出走したが、ファンタジーステークス2着が最高だった。G1阪神ジュベナイルフィリーズも12着に敗れている。

### 2009年
冬場は休養に充てて、初戦はフィリーズレビューで6番人気だったが、直線抜け出して快勝。重賞初制覇するとともに桜花賞への優先出走権を獲得した。そして、本番の桜花賞だったが、中団から直線追い上げて4着に入りオークスへの優先出走権を獲得した。しかし、陣営は距離適性を考慮してオークスには向かわずにNHKマイルカップへ向かった。しかし、NHKマイルカップは後方に置かれ、直線追い上げるも6着に終わった。このあと、夏場は休養に入る。そして、秋初戦のローズステークスは10着だった。本番の秋華賞では後方集団からレースを進めるも伸びあぐねて7着に終わった。その後、12月の阪神カップに出走したが16着と大敗した。

### 2010年
初戦の京都牝馬ステークスでは先団でレースを進めるも4着に敗れた。続く阪急杯ではエーシンフォワードの2着に入った。続く阪神牝馬ステークスでは2番人気に推されたが、後方からレースを進めるも伸び切れず9着に終わった。本番のヴィクトリアマイルでは先団追走も直線で伸びず7着に敗れた。6月6日の安田記念に登録をしたものの賞金不足により除外となり、翌週6月13日のCBC賞に出走、中団追走から脚を伸ばして3着と好走した。1ヶ月間をおいて函館へ転戦、7月4日の函館スプリントステークスに出走し、1分8秒2のレコードタイムで優勝し重賞2勝目を挙げた。続く8月29日のキーンランドカップでは3コーナーで他馬と接触し、左前肢と右後肢を落鉄したが、先団追走から4コーナー手前で先頭に並びかけると、直線で内から伸びてきたジェイケイセラヴィとの競り合いを制し、重賞3勝目を挙げると共にサマースプリントシリーズチャンピオンに輝いた。そして本番のスプリンターズステークスに2番人気で出走、中団待機も直線で伸び切れず5着に敗れた。

### 2011年
初戦の阪急杯では2番人気に推されたが、3コーナーでの不利があり5着に敗れた。本番の高松宮記念では先団を追走するが直線で失速し15着に終わった。レース後、左前脚の蹄骨を骨折し休養。10月29日のスワンステークスで復帰したが7着に敗れた。続く11月26日の京阪杯では好位から脚を伸ばして3着と好走した。12月17日の阪神カップでは中団待機も直線で伸びず12着に敗れた。

### 2012年
初戦の淀短距離ステークスでは後方を追走し、直線追い上げるも4着に終わった。続く3月3日のオーシャンステークスでは中団待機から直線で内を突いて鋭く伸び、重賞4勝目を挙げた。高松宮記念に出走登録をしていたが、左前脚の不安により出走を回避。そのまま引退し、社台ファームで繁殖牝馬となる。

## 繁殖時代
2013年3月21日に初仔誕生（牝、父ディープインパクト）。2014年3月19日、2番仔の出産同日に死亡。
2015年7月25日中京競馬場5Rにて、初仔のワントゥワンがデビュー戦を勝ち、産駒初勝利をあげる。2018年にはワントゥワンがG3で3連続2着を記録している。
| 生年 | 馬名           | 性 | 毛色   | 父                 | 馬主     | 厩舎           | 戦績                  | 出典   |
| ---- | -------------- | -- | ------ | ------------------ | -------- | -------------- | --------------------- | ------ |
| 2013 | ワントゥワン   | 牝 | 黒鹿毛 | ディープインパクト | 青山洋一 | 栗東・藤岡健一 | 29戦5勝（引退、繁殖） | [ 16 ] |
| 2014 | キスミーワンス | 牝 | 黒鹿毛 | ネオユニヴァース   | 吉田千津 | 栗東・角田晃一 | 22戦1勝（引退、繁殖） | [ 17 ] |

## 競走成績
| 年月日 | 年月日 | 年月日 | 競馬場 | 競走名             | 格     | 頭数 | オッズ （人気） | オッズ （人気） | 着順 | 騎手     | 斤量 [kg] | 距離（状態）  | タイム （上り3F） | タイム 差 | 勝ち馬/（2着馬）       |
| 2008   | 8.     | 10     | 小倉   | 新馬               |        | 13   | 2.6             | （2人）         | 01着 | 岩田康誠 | 54        | 芝1200m（良） | 01:09.0 (35.5)    | -0.1      | （トップカミング）     |
|        | 9.     | 7      | 小倉   | 小倉2歳S           | JpnIII | 16   | 11.6            | （4人）         | 05着 | 藤岡康太 | 54        | 芝1200m（良） | 01:09.5 (36.2)    | 0.4       | デグラーティア         |
|        | 10.    | 18     | 京都   | デイリー杯2歳S     | JpnII  | 12   | 13.4            | （5人）         | 06着 | 藤岡佑介 | 54        | 芝1600m（良） | 01:33.8 (35.3)    | 0.5       | シェーンヴァルト       |
|        | 11.    | 9      | 京都   | ファンタジーS      | JpnIII | 14   | 15.1            | （5人）         | 02着 | 藤岡佑介 | 54        | 芝1400m（良） | 01:23.7 (34.3)    | 0.0       | イナズマアマリリス     |
|        | 12.    | 14     | 阪神   | 阪神JF             | JpnI   | 18   | 14.2            | （5人）         | 12着 | 岩田康誠 | 54        | 芝1600m（良） | 01:36.7 (36.8)    | 1.5       | ブエナビスタ           |
| 2009   | 3.     | 15     | 阪神   | フィリーズレビュー | JpnII  | 16   | 18.5            | （6人）         | 01着 | 藤岡佑介 | 54        | 芝1400m（良） | 01:22.4 (35.8)    | -0.2      | （アイアムカミノマゴ） |
|        | 4.     | 12     | 阪神   | 桜花賞             | JpnI   | 18   | 26.4            | （6人）         | 04着 | 藤岡佑介 | 55        | 芝1600m（良） | 01:34.4 (34.0)    | 0.4       | ブエナビスタ           |
|        | 5.     | 10     | 東京   | NHKマイルC         | GI     | 18   | 14.7            | （6人）         | 06着 | 藤岡佑介 | 55        | 芝1600m（良） | 01:33.3 (33.5)    | 0.9       | ジョーカプチーノ       |
|        | 9.     | 20     | 阪神   | ローズS            | GII    | 18   | 28.5            | （6人）         | 10着 | 藤岡佑介 | 54        | 芝1800m（良） | 01:45.7 (35.1)    | 1.0       | ブロードストリート     |
|        | 10.    | 8      | 京都   | 秋華賞             | GI     | 18   | 116.1           | （15人）        | 07着 | 藤岡佑介 | 55        | 芝2000m（良） | 01:58.9 (34.7)    | 0.7       | レッドディザイア       |
|        | 12.    | 20     | 阪神   | 阪神C              | GII    | 18   | 8.3             | （3人）         | 16着 | 藤岡佑介 | 54        | 芝1400m（良） | 01:21.6 (36.1)    | 1.2       | キンシャサノキセキ     |
| 2010   | 1.     | 31     | 京都   | 京都牝馬S          | GIII   | 15   | 10.5            | （5人）         | 04着 | 藤岡佑介 | 54        | 芝1600m（稍） | 01:36.5 (34.5)    | 0.1       | ヒカルアマランサス     |
|        | 2.     | 28     | 阪神   | 阪急杯             | GIII   | 16   | 16.3            | （5人）         | 02着 | 藤岡佑介 | 55        | 芝1400m（良） | 01:21.6 (34.9)    | 0.2       | エーシンフォワード     |
|        | 4.     | 10     | 阪神   | 阪神牝馬S          | GII    | 18   | 4.0             | （2人）         | 09着 | 藤岡佑介 | 55        | 芝1400m（良） | 01:20.8 (33.8)    | 0.6       | アイアムカミノマゴ     |
|        | 5.     | 16     | 東京   | ヴィクトリアM      | GI     | 18   | 96.5            | （13人）        | 07着 | 藤岡佑介 | 55        | 芝1600m（良） | 01:32.5 (34.1)    | 0.1       | ブエナビスタ           |
|        | 6.     | 13     | 京都   | CBC賞              | GIII   | 18   | 6.6             | （3人）         | 03着 | 藤岡佑介 | 54        | 芝1200m（稍） | 01:09.1 (34.3)    | 0.2       | ヘッドライナー         |
|        | 7.     | 4      | 函館   | 函館スプリントS    | GIII   | 15   | 4.2             | （2人）         | 01着 | 藤岡佑介 | 54        | 芝1200m（良） | R1:08.2 (34.5)    | -0.3      | （ビービーガルダン）   |
|        | 8.     | 29     | 札幌   | キーンランドC      | GIII   | 16   | 3.7             | （2人）         | 01着 | 藤岡佑介 | 54        | 芝1200m（良） | 01:08.4 (34.4)    | -0.1      | （ジェイケイセラヴィ） |
|        | 10.    | 3      | 中山   | スプリンターズS    | GI     | 16   | 4.9             | （2人）         | 05着 | 藤岡佑介 | 55        | 芝1200m（良） | 01:07.7 (34.1)    | 0.3       | ウルトラファンタジー   |
| 2011   | 2.     | 27     | 阪神   | 阪急杯             | GIII   | 16   | 7.8             | （2人）         | 05着 | 藤岡佑介 | 55        | 芝1400m（良） | 01:20.6 (35.3)    | 0.5       | サンカルロ             |
|        | 3.     | 27     | 阪神   | 高松宮記念         | GI     | 16   | 17.7            | （7人）         | 15着 | 藤岡佑介 | 55        | 芝1200m（良） | 01:09.6 (35.6)    | 1.7       | キンシャサノキセキ     |
|        | 10.    | 29     | 京都   | スワンS            | GII    | 18   | 43.8            | （11人）        | 07着 | 藤岡佑介 | 55        | 芝1400m（良） | 01:20.4 (34.3)    | 1.0       | リディル               |
|        | 11.    | 26     | 阪神   | 京阪杯             | GIII   | 15   | 17.8            | （5人）         | 03着 | 藤岡佑介 | 55        | 芝1200m（良） | 01:08.4 (33.6)    | 0.3       | ロードカナロア         |
|        | 12.    | 17     | 阪神   | 阪神C              | GII    | 18   | 37.0            | （12人）        | 12着 | 藤岡佑介 | 55        | 芝1400m（良） | 01:21.6 (35.4)    | 1.1       | サンカルロ             |
| 2012   | 1.     | 9      | 京都   | 淀短距離S          | OP     | 14   | 5.1             | （3人）         | 04着 | 藤岡佑介 | 57        | 芝1200m（良） | 01:08.7 (34.0)    | 1.2       | エーシンダックマン     |
|        | 3.     | 3      | 中山   | オーシャンS        | GIII   | 16   | 26.9            | （9人）         | 01着 | 藤岡佑介 | 54        | 芝1200m（重） | 01:09.2 (35.2)    | -0.1      | （グランプリエンゼル） |

- タイム欄のRはレコード勝ちを示す。

## 血統表
| ワンカラットの血統         | ワンカラットの血統           | ワンカラットの血統 | （血統表の出典）   | （血統表の出典） |
| 父系                       | ノーザンダンサー系           | ノーザンダンサー系 | ノーザンダンサー系 | [ § 2 ]          |
| 父 *ファルブラヴ 1998 鹿毛 | 父の父Fairy King 1982        | Northern Dancer    | Nearctic           | Nearctic         |
| 父 *ファルブラヴ 1998 鹿毛 | 父の父Fairy King 1982        | Northern Dancer    | Natalma            |                  |
| 父 *ファルブラヴ 1998 鹿毛 | 父の父Fairy King 1982        | Fairy Bridge       | Bold Reason        | Bold Reason      |
| 父 *ファルブラヴ 1998 鹿毛 | 父の父Fairy King 1982        | Fairy Bridge       | Special            |                  |
| 父 *ファルブラヴ 1998 鹿毛 | 父の母Gift of the Night 1990 | Slewpy             | Seattle Slew       | Seattle Slew     |
| 父 *ファルブラヴ 1998 鹿毛 | 父の母Gift of the Night 1990 | Slewpy             | Rare Bouquet       |                  |
| 父 *ファルブラヴ 1998 鹿毛 | 父の母Gift of the Night 1990 | Little Nana        | Lithiot            | Lithiot          |
| 父 *ファルブラヴ 1998 鹿毛 | 父の母Gift of the Night 1990 | Little Nana        | Nenana Road        |                  |
| 母 *バルドウィナ 1998 鹿毛 | 母の父Pistolet Bleu 1988     | Top Ville          | High Top           | High Top         |
| 母 *バルドウィナ 1998 鹿毛 | 母の父Pistolet Bleu 1988     | Top Ville          | Sega Ville         |                  |
| 母 *バルドウィナ 1998 鹿毛 | 母の父Pistolet Bleu 1988     | Pampa Bella        | Armos              | Armos            |
| 母 *バルドウィナ 1998 鹿毛 | 母の父Pistolet Bleu 1988     | Pampa Bella        | Kendie             |                  |
| 母 *バルドウィナ 1998 鹿毛 | 母の母Balioka 1985           | Tourangeau         | Val de Loir        | Val de Loir      |
| 母 *バルドウィナ 1998 鹿毛 | 母の母Balioka 1985           | Tourangeau         | Torbella           |                  |
| 母 *バルドウィナ 1998 鹿毛 | 母の母Balioka 1985           | Bangalore          | Cadmus             | Cadmus           |
| 母 *バルドウィナ 1998 鹿毛 | 母の母Balioka 1985           | Bangalore          | Balbona            |                  |
| 母系(F-No.)                | (FN:1-n)                     | (FN:1-n)           | (FN:1-n)           | [ § 3 ]          |
| 5代内の近親交配            | なし                         | なし               | なし               | [ § 4 ]          |
| 出典                       | 1. 2. 3. 4.                  | 1. 2. 3. 4.        | 1. 2. 3. 4.        | 1. 2. 3. 4.      |

- 母はフランスの3歳牝馬限定重賞であるGIIIペネロープ賞の勝ち馬である。
- 半妹に2012年エルフィンステークスの勝ち馬サンシャイン（父・ハーツクライ）、2016年桜花賞の勝ち馬ジュエラー（父・ヴィクトワールピサ）がいる。サンシャインの産駒に2024年の福島記念の勝ち馬アラタがいる。
- 半姉Baldovina（父Tale Of The Cat）の孫に2023年NHKマイルカップ勝ち馬のシャンパンカラーがいる。